# Oxyde de vanadium(III)
Pour les articles homonymes, voir Oxyde de vanadium.
Le sesquioxyde de vanadium ou oxyde de vanadium(III) est un composé inorganique de formule V2O3. C'est un membre de la famille des oxydes de vanadium, constitués d'oxygène et de vanadium. V2O3 présente une transition très brutale d'un état métallique vers un état isolant autour de la température de 150 K. Il est considéré comme un matériau "prototype" pour la transition de Mott. Durant cette transition, la résistivité du matériau chute de 7 ordres de grandeur.

Les premiers travaux publiés sur les propriétés thermodynamiques de ce composé datent de 1936 avec T. Anderson; ceux-ci révèlent une "anomalie" dans le comportement de la chaleur spécifique du matériau autour de la température de transition. Par la suite, M. Foëx, en 1946, mettra en évidence la transition des propriétés électriques. 

## Synthèse
L'oxyde de vanadium(III) peut être obtenu par la réduction de l'oxyde de vanadium(V), V2O5 avec de l'hydrogène, H2 ou du monoxyde de carbone, CO :
{\displaystyle \mathrm {V_{2}O_{5}+2\ H_{2}\longrightarrow V_{2}O_{3}+2\ H_{2}O} }

## Structure
A température ambiante, le V2O3 cristallise dans une structure équivalente à celle de l'alumine α (ou corindon) avec une symétrie rhomboédrique, groupe d'espace R3c (no 167) avec comme paramètres de maille, a = 495,2 pm, c = 1400,3 pm. Quand la température descend en dessous de 150K, le matériau subit une modification de structure et la symétrie devient monoclinique, groupe d'espace I2/a (no 15).